# La Clinique
 (décembre 2022).
La Clinique est un groupe concept de hip-hop français originaire de Paris. Il est formé par Doc Gynéco lors de la conception de son premier album, Première consultation. À l'origine non officiel, le collectif devient par la suite un véritable groupe de hip-hop.

## Biographie
La Clinique est formée en 1996 à Paris, porte de la Chapelle, 18e arrondissement.
Le premier titre officiel publié par le groupe est Clic-Clicen face B du maxi Viens voir le docteur de Doc Gynéco. Ce single figure aussi sur la première version (édition limitée) de l'album Première consultation de Doc Gynéco en 1996. Sur ce morceau interviennent Doc Gynéco, Doom Décadent, Space L'Anesthésiste, Djamatik du groupe Nèg' Marrons et Passi du Ministère A.M.E.R.
Un autre morceau est publié par la suite sur la compilation Hostile Volume 1, en duo avec Les Sales Gosses : Tout Saigne.... Le titre est un clin d'œil assez pessimiste au titre de Ménélik, Tout baigne, sorti à la même époque. Sur ce morceau interviennent Papillon des Sales Gosses et Doc Gynéco pour La Clinique. Furet et Papillon des Sales Gosses, désormais rattachés à La Clinique, poseront également sur l'album Le Calibre qu'il te faut de Stomy Bugsy sur le titre freestyle J'avance pour ma Familia en compagnie d'Ärsenik, La Rumeur et du Ministère A.M.E.R.
S'ensuit une longue absence à la suite de négociations contractuelles avec plusieurs maisons de disques qui n'aboutissent pas forcément. Il faudra attendre l'été 1999 pour réentendre La Clinique dans sa forme définitive (Papillon, Charlie Waits ex-Furet et Dumbia (a.k.a. Doom Décadent)) avec le single La Playa, titre au fort potentiel commercial qui lancera la promo pour l'album, Tout saigne. C'est juste après le single que le groupe cesse toute liaison avec Doc Gynéco, à la suite de divergences artistiques et relationnelles. L'album contient quelques titres qui se démarquent, autant par leur sortie en single (Star avec Singuila au refrain, C'est reparti) que par leur qualité (Faites du bruit avec Casey, Tout saigne 2), mais le succès n'est pas au niveau des espérances. Par la suite, le groupe qui se disloque et le groupe initial des Sales Gosses (Papillon et Charlie Waits) reprend ses activités sous le label de Passi, Issap Productions.

## Membres

### Première formation
- Doc Gynéco
- Space L'Anesthésiste (aka Demela)
- Doom Décadent (aka Doumbia)
- Les Sales Gosses (Papillon Bandana et Furet (aka Charlie Waits))
- Psychologue

### Dernière formation
- Les Sales Gosses (Papillon Bandana & Charlie Waits (« Charles Attends » : Charlatan))
- Doumbia

À noter que le groupe dans sa formation définitive se cachait sous le nom de Bloc opératoire pour la session production.

## Discographie

### Albums
- 2000 : Tout saigne
- 2005 : 12 ans D'âge - Les Sales Gosses
- 2010 : Destination ailleurs - Bizzy Bone et Papillon Bandana
- 2011 : Choc thermique - Papillon Bandana

### Apparitions
- 1996 : Clic-clic (sur le maxi Viens voir le docteur de Doc Gynéco)
- 1996 : Oh lé lé lé (8.6 Remix) avec Stomy Bugsy, Les Novices Du Vice et Les Rongeurs (sur le maxi Oh Lé Lé Lé (Cabo Verde) de Stomy Bugsy)
- 1996 : Tout saigne... featuring Les Sales Gosses (sur la compilation Hostile)
- 1996 : J'avance pour ma Familia avec Ärsenik, La Rumeur et Ministère AMER (sur l'album Le calibre qu'il te faut de Stomy Bugsy)
- 1997 : Ghetto pour ghetto (sur la compilation Pax Mafiosa Axe Centrale)
- 1998 : L'or et la soie avec Doc Gynéco (sur la compilation Liaisons Dangereuses de Doc Gynéco)
- 1998 : Est-aç la France avec Monsieur R (Les 3 Coups / Ménage à 3) (sur la compilation Sachons Dire Non)
- 1999 : Apocalypse (sur la compilation 24 Heures De Nos Vies)
- 1999 : La Playa II (Remix) (sur le maxi La Playa)
- 2002 : J'veux qu'ça jacte sur mon compte (sur la compilation / mix-tape Explicit 18)
- 2002 : Geisha Faya D. & Papillon (La Clinique) (sur la B.O. du film Samouraï)
- 2003 : Naître pour mourir Charlie Waits (La Clinique), Buzz Eastwood, Kazkami et Rocé (sur la compilation Mission Suicide de Kilomaître et Eben (2Nèg'))
- 2004 : Sous les pavés la plage C.S.R.D. , 4.21 et Papillon (La Clinique) (sur l'album D.U.R. de C.S.R.D (Club Splifton & Réservoir Dogues))

## Clip
- La playa
- Star (réalisé par J.G Biggs et PIMP)